# Laminine

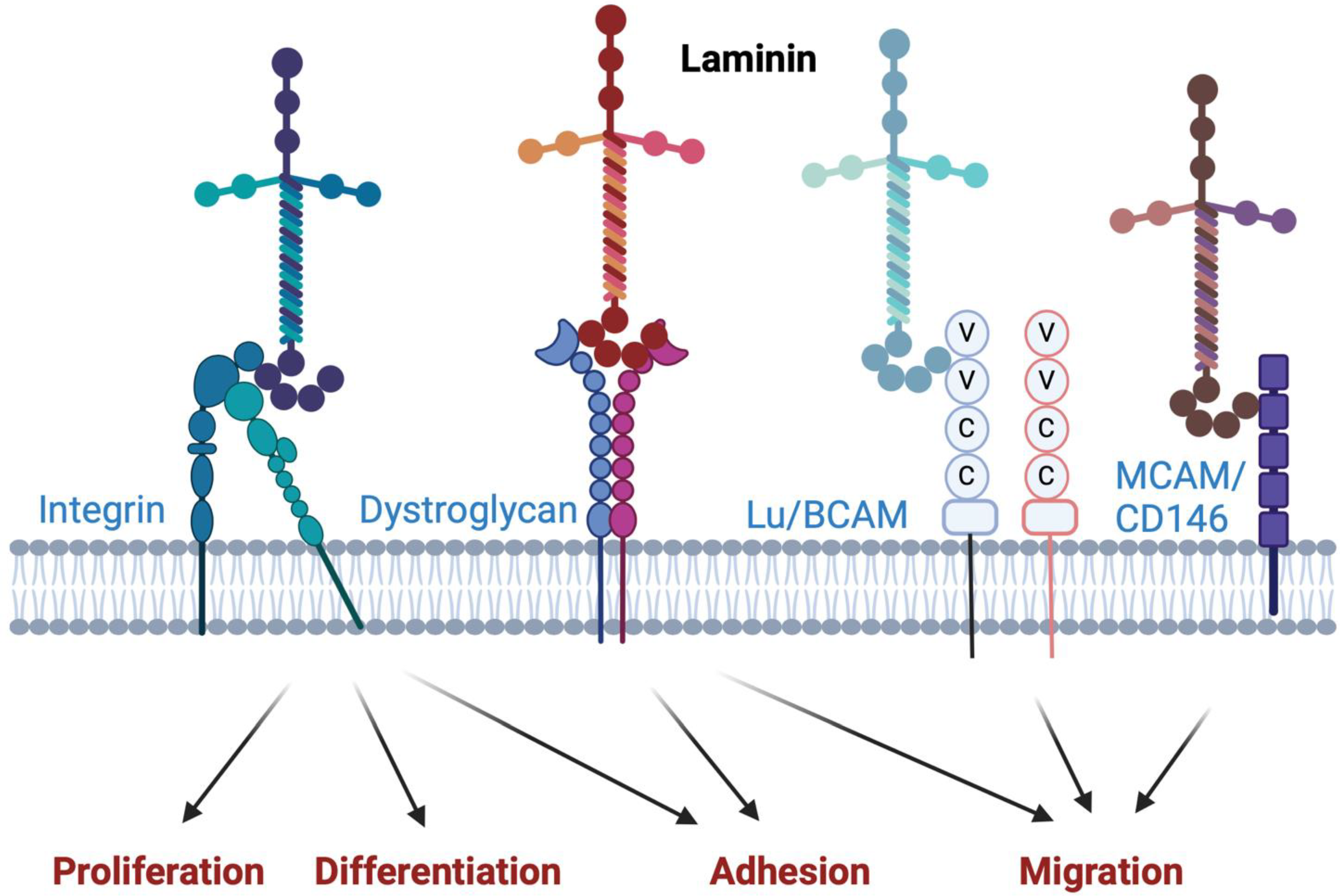
Laminine–receptor interacties

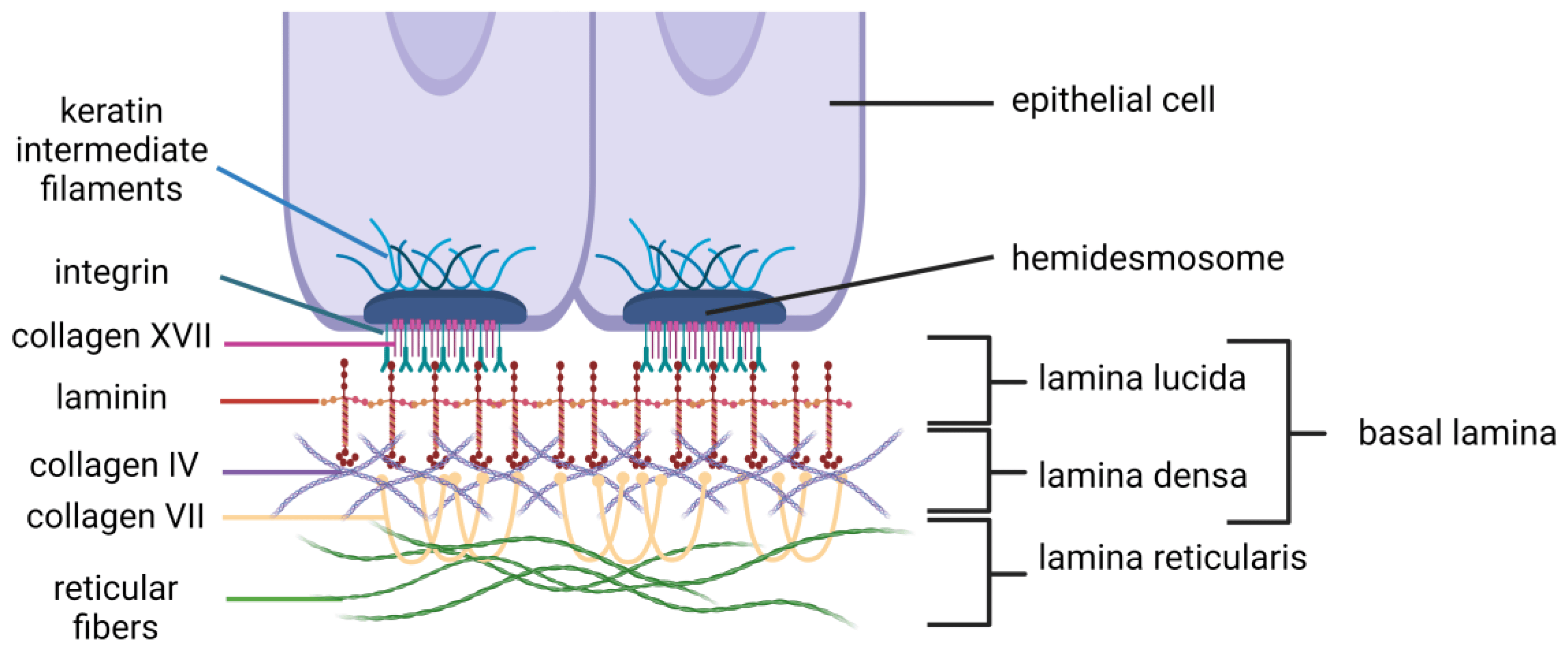
Basaal membraan zones van het epitheel.

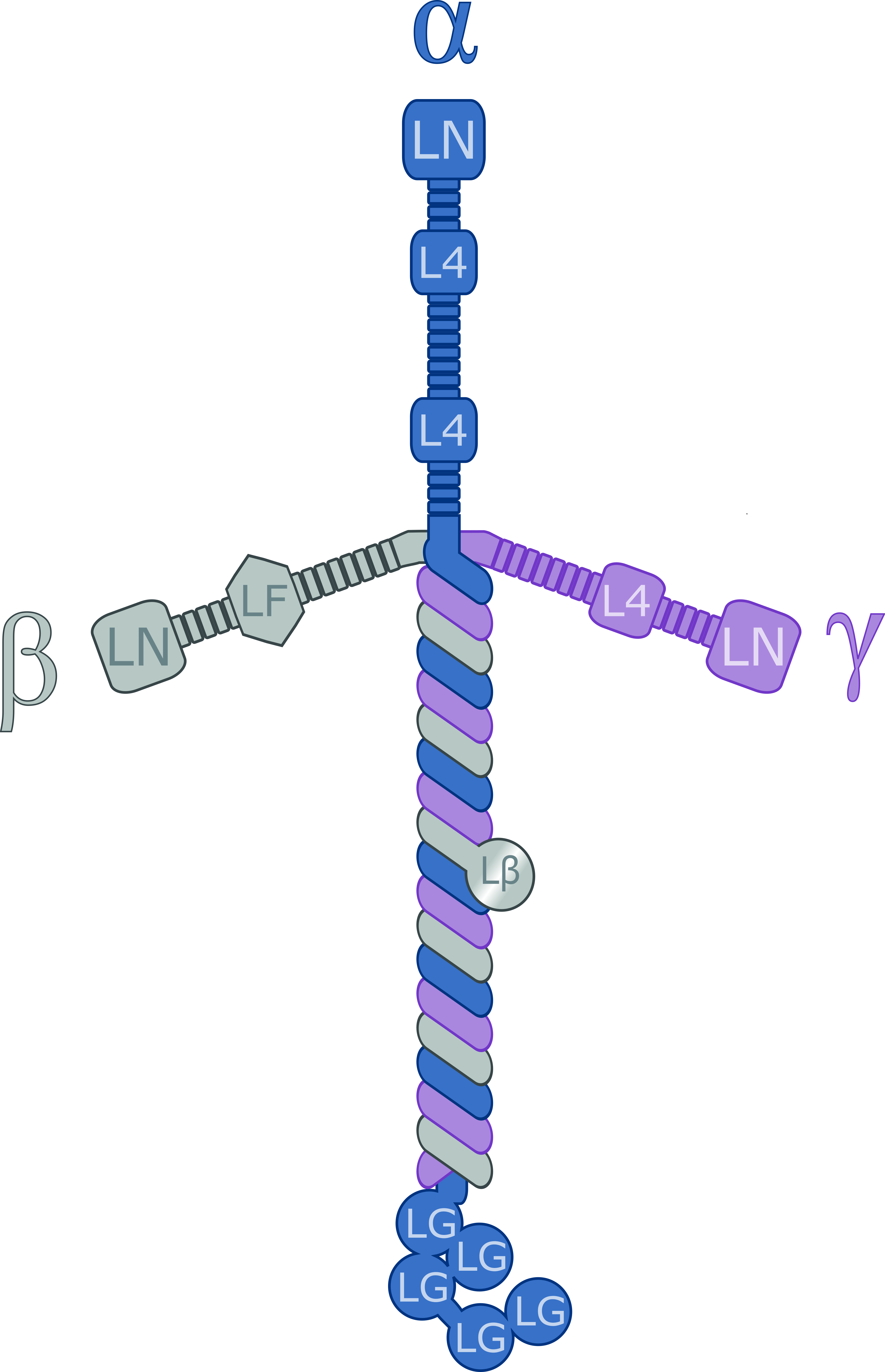
De domeinorganisatie van het laminine-111 complex. LN: globulaire laminine N-terminus, LG: C-terminus laminine globulaire domeinen, L4: globulaire laminine type IV domein. LF: (laminin four) een β-sandwich met verre homologie met het L4-domein. Globulaire domeinen verbonden door tandem staafdomeinen van epidermale groeifactor-achtig domeinen

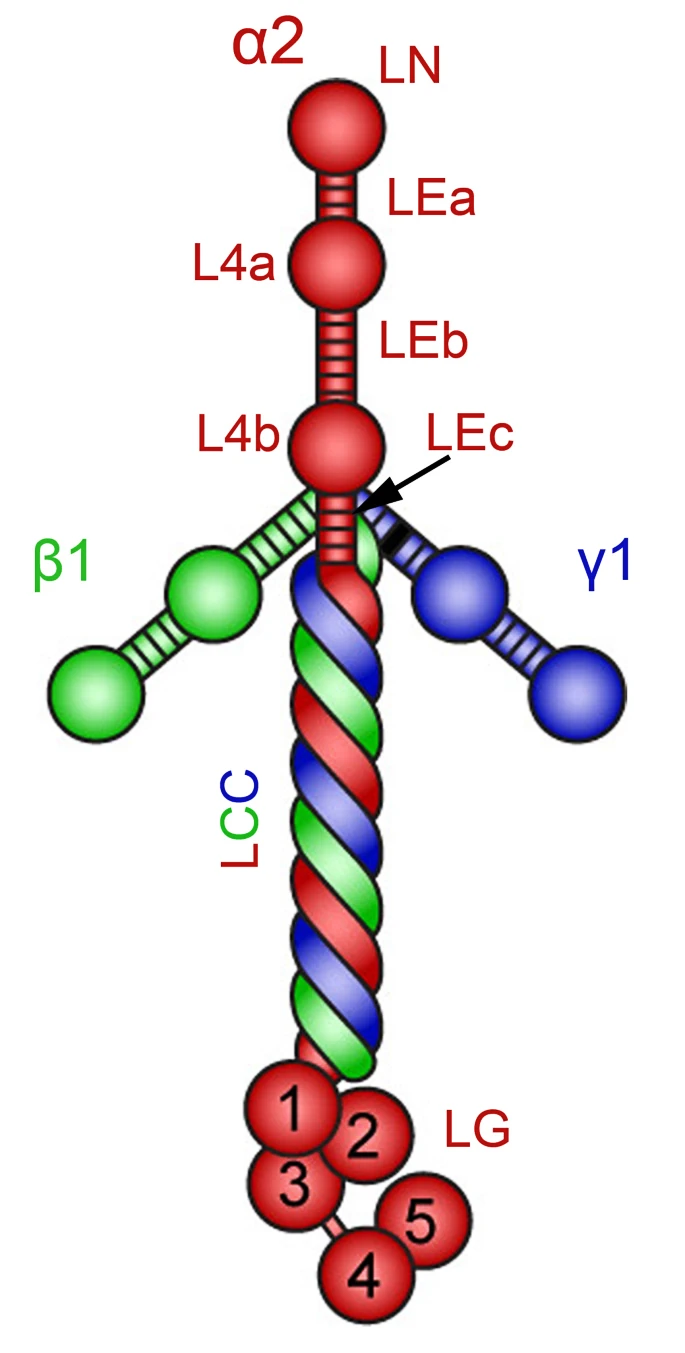
Laminine-211. LE: laminine-type epidermale groeifactor-achtig domein.

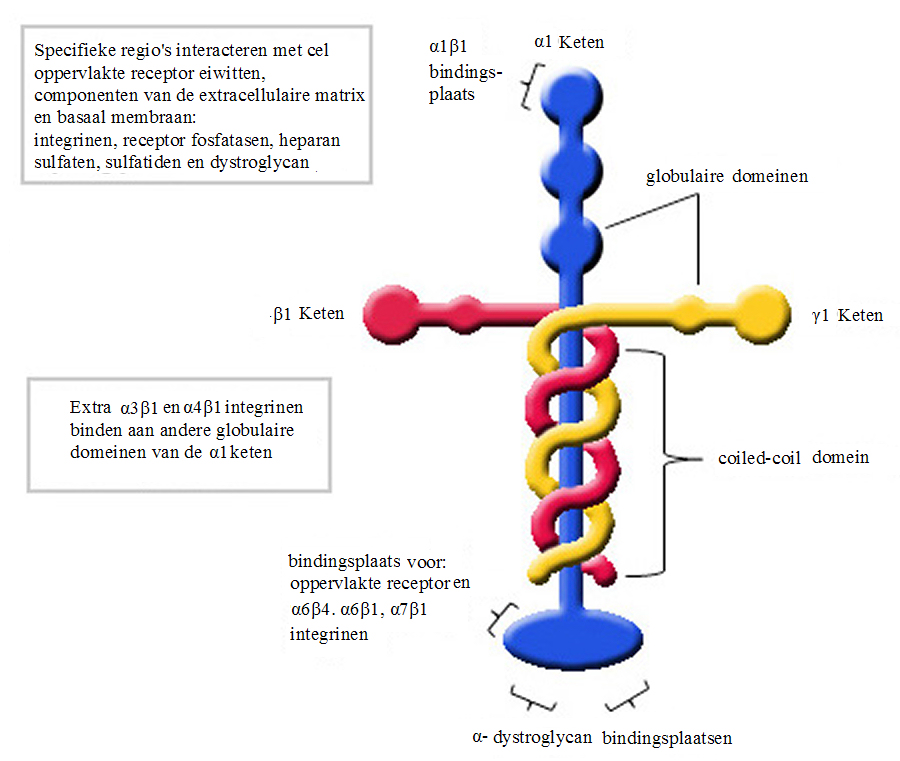
Laminine-111.

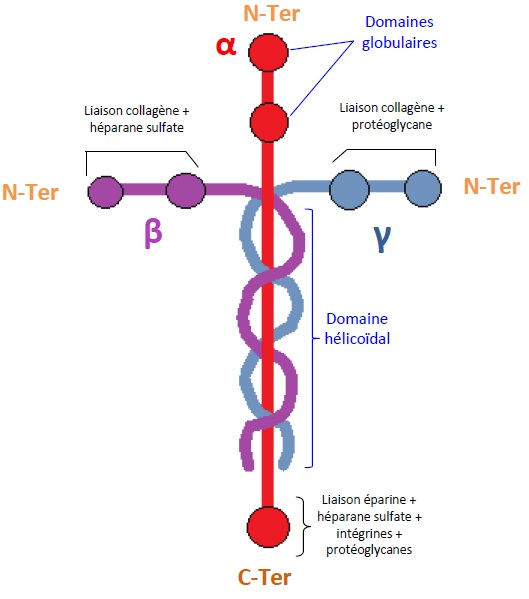
Laminine-111 complex met N-terminussen en C-terminus

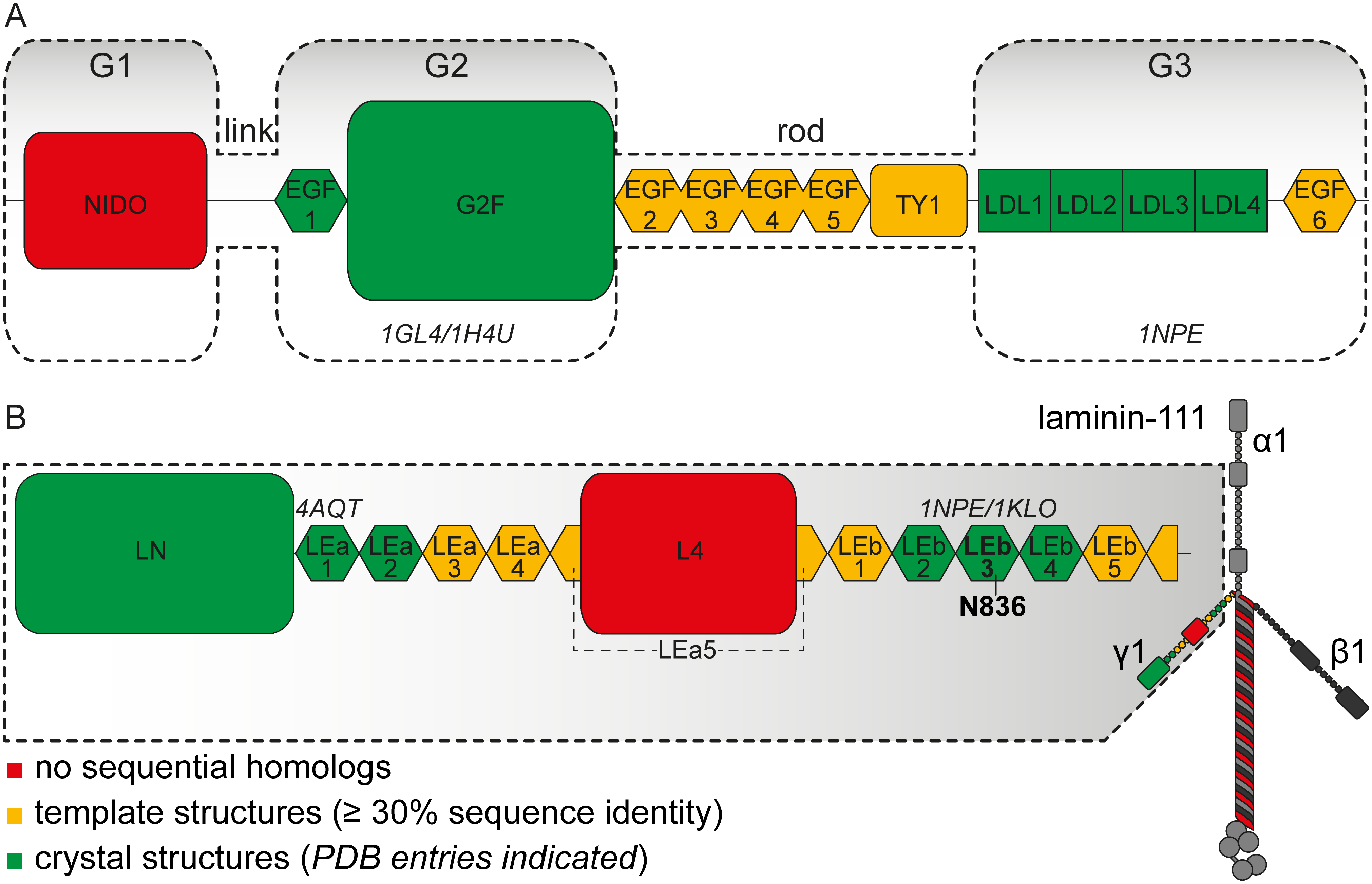
Rangschikking van (A) nidogen-1 en (B) laminine γ1 korte arm

Lamininen zijn een familie van glycoproteïnen van de extracellulaire matrix van alle dieren. Ze zijn belangrijke bestanddelen van het basaal membraan, namelijk de basale lamina (de basis van het proteïnenetwerk voor de meeste cellen en organen). Lamininen zijn van vitaal belang voor biologische activiteit en beïnvloeden celdifferentiatie, migratie, adhesie en proliferatie. De aanwezigheid van laminine in de gewone zoetwaterpoliep, een van de oudste meercellige organismen, geeft aan dat lamininen al 600 miljoen jaar geleden bestonden.
De eerste laminine-isovorm, laminine-111, werd meer dan 30 jaar geleden ontdekt in een Engelbreth-Holm-Swarm-tumor. Vervolgens werd laminine-211 (samengesteld uit α2-, β1- en γ1-ketens)  geïsoleerd uit de placenta en werd oorspronkelijk merosine genoemd. Het is nu algemeen bekend dat laminine-211 de belangrijkste laminine-isovorm is in skeletspieren [8, 9], en de identificatie van laminine-α2-ketenmutaties bij een ernstige vorm van congenitale spierdystrofie (merosine-deficiënte congenitale spierdystrofie; MDC1A) toonde het belang van laminine-211 voor de normale spierfunctie.

## Structuur
Lamininen zijn heterotrimere eiwitten en bezitten drie verschillende ketens (α, β en γ) die respectievelijk worden gecodeerd door vijf, vier en drie homologe genen bij mensen. De α-keten heeft een moleculaire massa van 400 kDa, de β-keten 200 kDa en de γ-keten 200 kDa. De drie ketens verbinden zich via een α-helicale coiled-coil, de zogenaamde lange arm die 80 nm lang is en bestaat uit 600 aminozuren. Aan de N-terminus van de lange arm scheiden de drie ketens zich en vormen drie afzonderlijke korte armen die 35–50 nm lang zijn. Lamininen met de ketens α1, α2, α3B, α5, β1, β2, γ1, γ3 hebben de lange ketens en een kruisvormig uiterlijk met de drie korte armen die elk aan de top een LN-domein hebben en één lange keten. De korte ketens bemiddelen polymerisatie en nidogenbinding. Aan de andere kant hebben lamininen met de ketens α3A, α4 en γ2 afgeknotte of afwezige korte ketens en missen ze de LN-domeinen die nodig zijn voor polymerisatie.
De lamininemoleculen worden genoemd naar hun ketensamenstelling, bijvoorbeeld laminine-511 bevat α5-, β1- en γ1-ketens. Veertien andere ketencombinaties zijn in vivo geïdentificeerd. De trimere eiwitten kruisen elkaar en vormen een kruisvormige structuur die zich kan binden aan andere moleculen van de extracellulaire matrix en het celmembraan. De drie korte armen hebben een affiniteit voor binding aan andere lamininemoleculen, wat leidt tot velvorming. De lange arm kan zich binden aan cellen en helpt georganiseerde weefselcellen te verankeren aan het basaal membraan.
Lamininen zijn een integraal onderdeel van het structurele geraamte van bijna elk weefsel van een organisme - afgescheiden en opgenomen in cel-geassocieerde extracellulaire matrices. Deze glycoproteïnen zijn van essentieel belang voor het onderhoud en de vitaliteit van weefsels; disfunctionele lamininen kunnen ervoor zorgen dat spieren zich verkeerd vormen, wat leidt bij laminine-211 tot een vorm van spierdystrofie, dodelijke huidblaarziekte (junctionele epidermolysis bullosa) door abnormale laminine-332 en/of defecten van het filtreren door de nieren (nefrotisch syndroom) door een defect laminine-521.

## Typen
Bij de mens zijn vijftien laminine-trimeren geïdentificeerd. De laminines zijn combinaties van verschillende alfa-, bèta- en gamma-ketens.
- Vijf alfa-keten-isovormen: LAMA1, LAMA2, LAMA3 (die drie splice-vormen heeft), LAMA4, LAMA5
- Vier bèta-keten-isovormen: LAMB1, LAMB2, LAMB3, LAMB4 (merk op dat geen enkel bekend laminine-trimeer LAMB4 bevat en de functie ervan nog steeds slecht begrepen wordt).
- Drie gamma-keten-isovormen: LAMC1, LAMC2, LAMC3

Laminines werden eerder genummerd naarmate ze werden ontdekt, d.w.z. laminine-1, laminine-2, laminine-3, enz., maar de nomenclatuur werd gewijzigd om te beschrijven welke ketens aanwezig zijn in elke isovorm (laminine-111, laminine-211, enz.). Bovendien hadden veel laminines al gemeenschappelijke namen voordat de lamininenomenclatuur van kracht werd.
| Oude nomenclatuur        | Oude synoniemen                        | Ketensamenstelling | Nieuwe nomenclatuur          |
| ------------------------ | -------------------------------------- | ------------------ | ---------------------------- |
| Laminine-1               | EHS laminine                           | α1β1γ1             | Laminine-111                 |
| Laminine-2               | Merosine                               | α2β1γ1             | Laminine-211                 |
| Laminine-3               | S-laminine                             | α1β2γ1             | Laminine-121                 |
| Laminine-4               | S-merosine                             | α2β2γ1             | Laminine-221                 |
| Laminine-5 / Laminine-5A | Kalinine, epiligrine, niceïne, ladsine | α3Aβ3γ2            | Laminine-332 / Laminine-3A32 |
| Laminine-5B              |                                        | α3Bβ3γ2            | Laminine-3B32                |
| Laminine-6 / Laminine-6A | K-laminine                             | α3Aβ1γ1            | Laminine-311 / Laminine-3A11 |
| Laminine-7 / Laminine-7A | KS-laminine                            | α3Aβ2γ1            | Laminine-321 / Laminine-3A21 |
| Laminine-8               |                                        | α4β1γ1             | Laminine-411                 |
| Laminine-9               |                                        | α4β2γ1             | Laminine-421                 |
| Laminine-10              | Drosophila-achtige laminine            | α5β1γ1             | Laminine-511                 |
| Laminine-11              |                                        | α5β2γ1             | Laminine-521                 |
| Laminine-12              |                                        | α2β1γ3             | Laminine-213                 |
| Laminine-14              |                                        | α4β2γ3             | Laminine-423                 |
|                          |                                        | α5β2γ2             | Laminine-522                 |
| Laminin-15               |                                        | α5β2γ3             | Laminine-523                 |

## Functie
Lamininen vormen onafhankelijke netwerken en zijn geassocieerd met collageennetwerken van type IV via nidogen-1, fibronectine en perlecan. De eiwitten binden zich ook aan celmembranen via integrinen en andere celmembraanmoleculen, zoals het dystroglycan-glycoproteïnecomplex en Lutheran blood group glycoproteïne. Door deze interacties dragen lamininen op cruciale wijze bij aan celadhesie en -differentiatie, celvorm en -beweging, behoud van weefselfenotype en bevordering van weefseloverleving. Sommige van deze biologische functies van laminine zijn geassocieerd met specifieke aminozuursequenties of fragmenten van laminine. De peptidesequentie [GTFALRGDNGDNGQ] (zie voor codering primaire structuur (eiwitten)), die zich op de α-keten van laminine bevindt, bevordert bijvoorbeeld de adhesie van endotheelcellen.
Laminine subeenheid α4 is verspreid over verschillende weefsels, waaronder perifere zenuwen, ganglion spinale, skeletspieren en haarvaten; in de motorische eindplaat is het nodig voor synaptische specialisatie. De structuur van het laminine globulaire (G) domein zal naar verwachting lijken op die van pentraxine.

### Rol in de neurale ontwikkeling
Laminine-111 is een belangrijk substraat waarlangs axonen groeien, zowel in vivo als in vitro. Het legt bijvoorbeeld een pad aan dat ontwikkelende retinale zenuwknoopcellen volgen op hun weg van het netvlies naar het tectum. Het wordt ook vaak gebruikt als substraat in celkweekexperimenten. De aanwezigheid van laminine-111 kan beïnvloeden hoe de groeikegel reageert op andere signalen. Groeikegels worden bijvoorbeeld afgestoten door netrine wanneer ze op laminine-111 groeien, maar worden aangetrokken door netrine wanneer ze op fibronectine groeien. Dit effect van laminine-111 treedt waarschijnlijk op door een verlaging van intracellulair cyclisch adenosinemonofosfaat.

### Rol in perifere zenuwherstel
Lamininen komen meer voor op de laesieplaats na perifere zenuwbeschadiging en worden afgescheiden door Schwanncellen. Zenuwcellen van het perifeer zenuwstelsel brengen integrine tot expressie die zich hechten aan lamininen. Ze bevorderen het herstel van beschadigd zenuwweefsel.

### Rol bij kanker
Sommige van de laminine-isovormen zijn betrokken bij de pathofysiologie van kanker. De meeste transcripten die een interne ribosoom-toegangsplaats (IRES) herbergen, zijn betrokken bij de ontwikkeling van kanker via overeenkomstige eiwitten. Een cruciale gebeurtenis in tumorprogressie, aangeduid als de epitheliale-mesenchymale overgang (EMT), stelt carcinoomcellen in staat invasieve eigenschappen te verwerven. De translationele activering van de extracellulaire matrixcomponent laminine B1 (LAMB1) tijdens EMT is onlangs gerapporteerd, wat suggereert dat er sprake is van een IRES-gemedieerd mechanisme. De IRES-activiteit van LAMB1 werd bepaald door onafhankelijke bicistronische reporter-assays. Sterk bewijs sluit een impact uit van cryptische promotor- of splice-sites op IRES-gestuurde translatie van LAMB1. Bovendien werden geen andere LAMB1 mRNA-soorten die voortkomen uit alternatieve transcriptiestartplaatsen of polyadenylatiesignalen gedetecteerd die verantwoordelijk zijn voor de translationele controle ervan. Mapping van de LAMB1 5'-ongetransleerde regio (UTR) onthulde het minimale LAMB1 IRES-motief tussen -293 en -1 upstream van het startcodon. RNA-affiniteitszuivering toonde aan dat het La proteïne interageert met het LAMB1 IRES. Deze interactie en de regulatie ervan tijdens EMT werden bevestigd door ribonucleoproteïne-immunoprecipitatie. Het La proteïne is in staat om LAMB1 IRES-translatie positief te moduleren, dus LAMB1 IRES wordt geactiveerd door binding aan het La proteïne, wat leidt tot translationele upregulatie tijdens hepatocellulair-EMT.

## Domeinen
Lamininen bevatten verschillende geconserveerde eiwitdomeinen. Een eiwitdomein is een geconserveerd onderdeel van een eiwit met een specifieke ruimtelijke structuur dat zelfstandig kan functioneren en evolueren. Een eiwitdomein kan zichzelf stabiliseren en vouwt zich vaak onafhankelijk van de rest van de eiwitketen.

### Laminine globulaire type IV domein
Het laminine globulaire type IV domein (L4) is een extracellulair domein met onbekende functie. Het wordt aangetroffen in een aantal verschillende eiwitten, waaronder heparansulfaatproteoglycaan van het basaal membraan, een laminine-achtig eiwit van de rondworm Caenorhabditis elegans en laminine. Het laminine globulaire type IV domein wordt niet aangetroffen in de korte laminineketens (α4 en β3).

### LF-domein (laminin four domain)

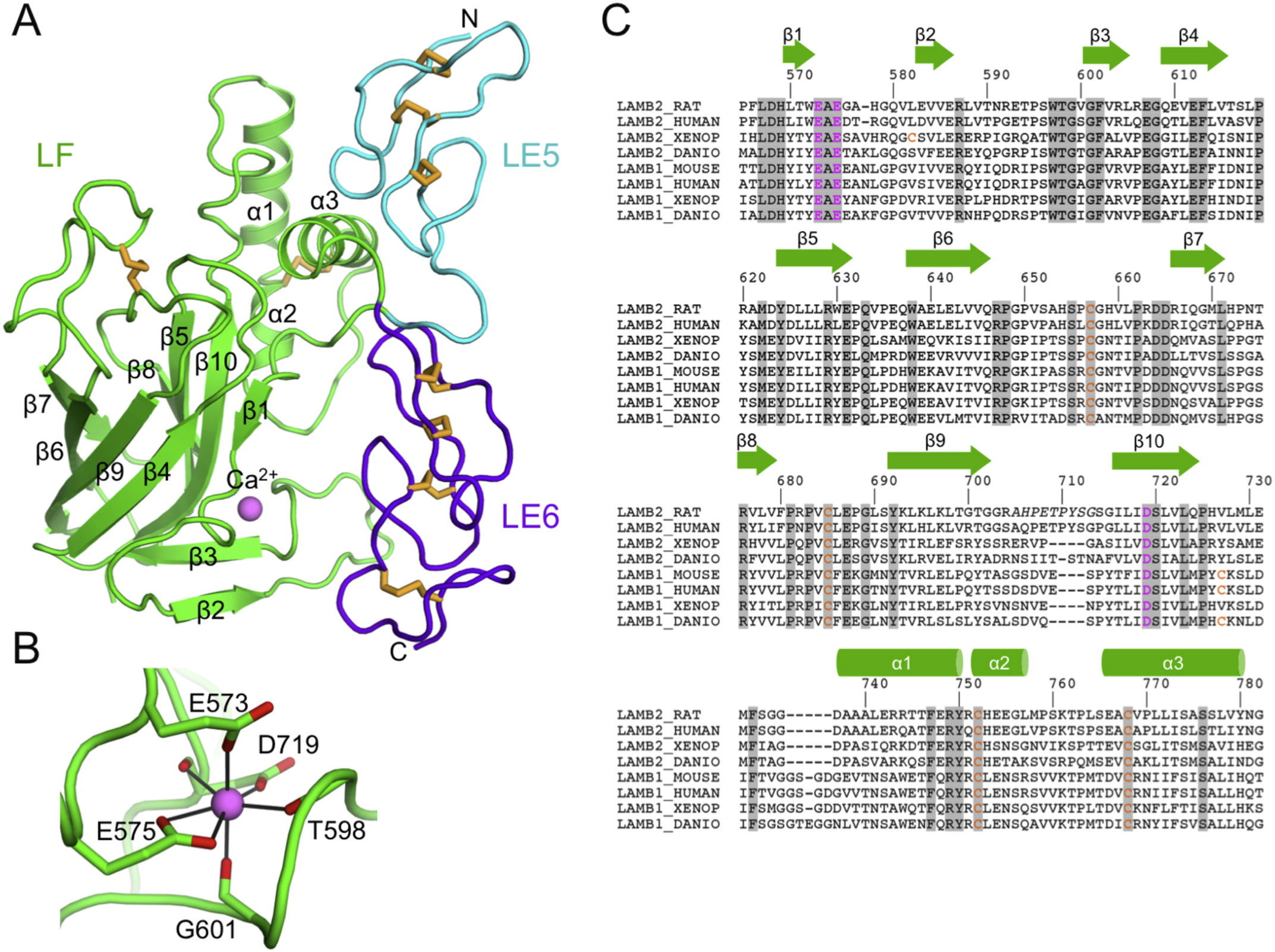
Kristalstructuur van laminine β2 LE5-LF-LE6

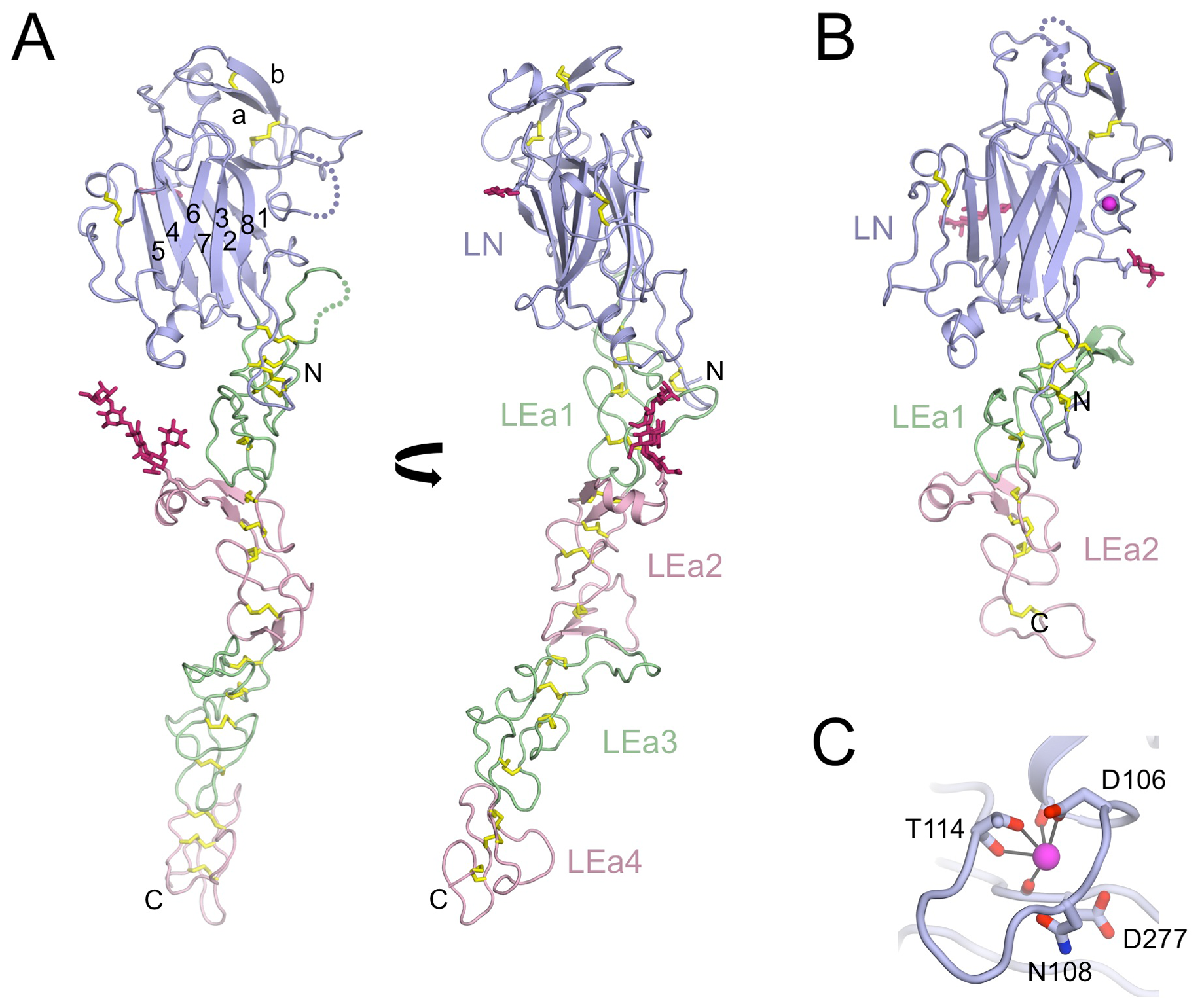
(A) Twee orthogonale aanzichten van de laminine β1 LN-LEa1–4-structuur. Het LN-domein is blauw en de LEa-domeinen zijn groen (LEa1 en LEa3) en roze (LEa2 en LEa4). Zwavelbruggen en N-gekoppelde glycanen zijn respectievelijk geel en donkerroze. Lusgebieden zonder elektronendichtheid worden aangegeven met stippellijnen. De β-strengen in het LN-domein zijn gelabeld. (B) Laminine γ1 LN-LEa1–2-structuur. Een calciumion wordt weergegeven als een magenta bol. (C) Details van de calciumbindingsplaats in laminine γ1 LN-LEa1–2.

Het globulaire LF-domein is een β-sandwich met verre homologie met de L4-domeinen in de laminine α- en γ-ketens. De unieke α-helixregio in het LF-domein interageert uitgebreid met het epidermale groeifactor-achtig domein type 5 (LE5). LE5 en LE6 zijn gerangschikt op een manier die typerend is voor tandem-LE-domeinen, ondanks de insertie van het LF-domein.
Een enkele kopie van dit domein is aanwezig in β1 en β2 ketens (respectievelijk 219 en 217 aminozuren). De α3B en α5 ketens bevatten ook één onafhankelijk LF bolvormig domein, dat tussen twee LE-eenheden inzit, waarvan de grootte (respectievelijk 470 en 587 aminozuren) veel groter is dan die van L4 of LF domeinen in andere laminine ketens.

### Laminine globulaire domein
Het laminine globulaire (LG) domein is gemiddeld 177 aminozuren lang en kan in één tot zes kopieën worden gevonden in verschillende laminine familie leden evenals in een groot aantal andere extracellulaire eiwitten. Alle laminine α-ketens hebben bijvoorbeeld vijf laminine G domeinen, alle collageen familie eiwitten hebben één laminine G domein, de CASPR (contactin associated protein)-eiwitten hebben vier laminine G domeinen, terwijl neurexine 1 en 2 elk zes laminine G domeinen bevatten. Gemiddeld bestaat ongeveer een kwart van de eiwitten die laminine G domeinen bevatten uit deze laminine G domeinen. Het kleinste laminine G domein kan worden gevonden in een van de collageen eiwitten (collagen type XXIV alpha 1 chain (COL24A1) en het grootste domein in thrombospondin type laminin G domain and EAR repeats (TSPEAR) (EAR: epilepsy-associated repeats).
De exacte functie van de laminine G-domeinen is onbekend gebleven en er is een verscheidenheid aan bindingsfuncties toegeschreven aan verschillende laminine G-domeinen. De laminine α1- en α2-ketens hebben bijvoorbeeld elk vijf C-terminale laminine G-domeinen, waarbij alleen de domeinen LG4 en LG5 bindingsplaatsen bevatten voor heparine sulfatiden en de membraanreceptor dystroglycaan. Laminine G-bevattende eiwitten lijken een grote verscheidenheid aan rollen te hebben bij celadhesie, celsignalering, celmigratie, samenstellen van de cel en celdifferentiatie.

### Globulaire laminine N-terminus
Via de globulaire laminine N-terminus (LN) polymeriseren de lamininen en vormen zo het basaal membraan en verankeren ze zich aan het celoppervlak via hun G-domeinen. Netrinen kunnen zich ook verbinden met dit netwerk via heterotypische LN-domeininteracties. Dit leidt tot celsignalering via integrinen en dystroglycaan (en mogelijk andere receptoren) die worden gerekruteerd naar het aanhangende laminine. Deze LN-domein afhankelijke zelfassemblage wordt beschouwd als cruciaal voor de integriteit van basale membranen, zoals benadrukt door genetische vormen van spierdystrofie die de deletie van het LN-domein uit de α2-laminineketen bevatten. Het laminine N-terminusdomein wordt gevonden in alle laminine- en netrinesubeenheden behalve in de laminineketens α3A, α4 en γ2.

### Epidermale groeifactor-achtig domein
De globulaire domeinen zijn met elkaar verbonden door de tandem staafdomeinen (LE), die bestaan uit epidermale groeifactor-achtig domeinen. De LE-domeinen hebben weinig regelmatige structuur en worden gestabiliseerd door cysteïnes die door een zwavelbrug-gekoppeld zijn. Ze zijn betrokken bij signalering, groei en ontwikkeling.

## Familie van lamininen met γ1 of γ2 keten
Beschrijving bij afbeelding.

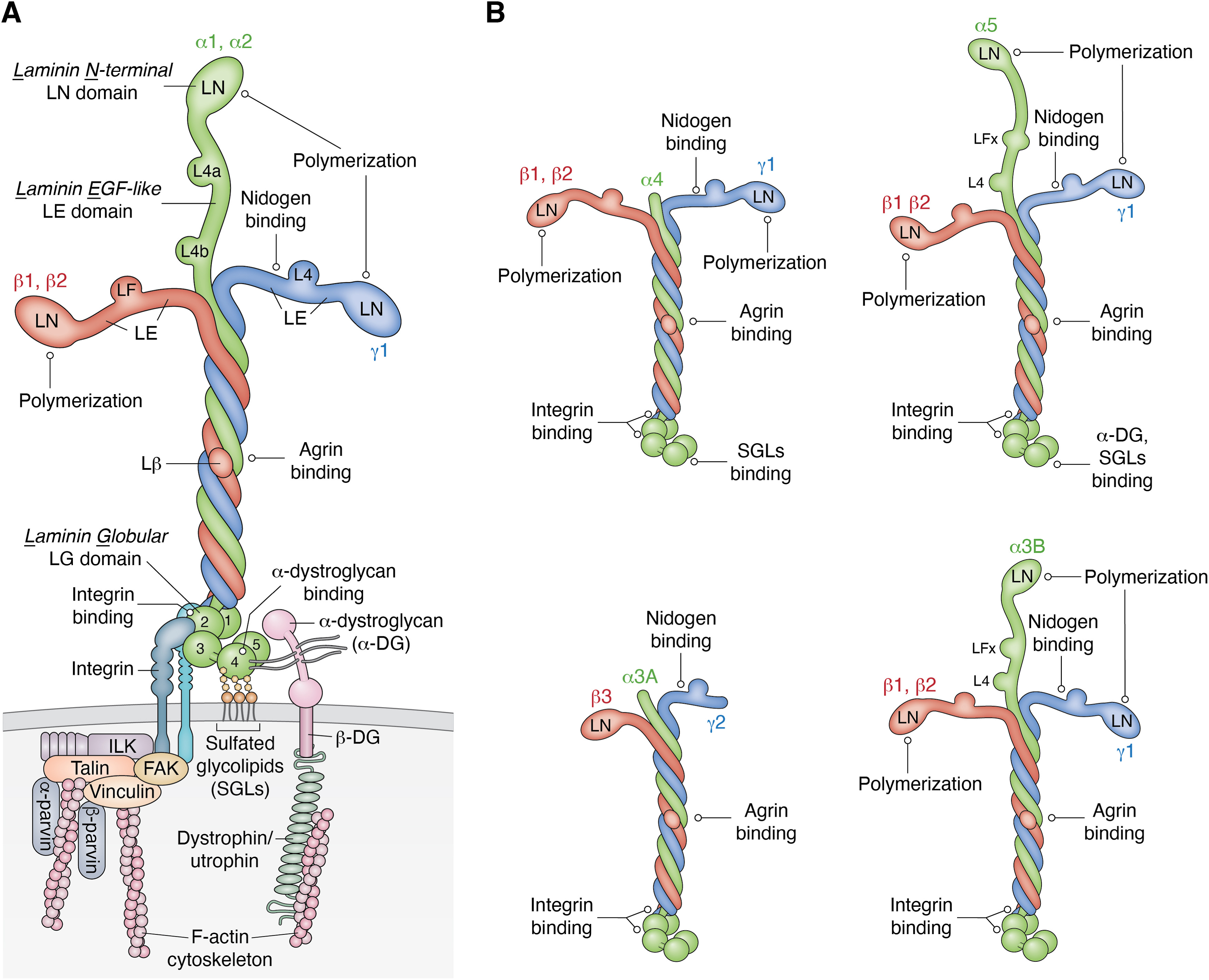
Familie van lamininen met γ1 of γ2 subeenheden

A, lamininen 111, 211, 121 en 221 delen dezelfde domeinstructuur met vergelijkbare bindingsdomeinen. Hiervan bemiddelen de LN-domeinen, globulair van vorm, polymerisatie. De staafachtige LE-domeinen, die doorgaans acht cysteïnen bevatten die intern gepaard zijn, fungeren als spacers. Het γ1LEb3-domein bemiddelt nidogen-binding. Een drie-keten α-helix coiled-coil die de lange keten vormt en een bindingsplaats voor agrine bevat. De LG-domeinen zijn gerangschikt in een cluster van drie proximale domeinen (LG1-3) verbonden door een flexibele linker aan twee distale domeinen (LG4-5). LG1-3 en distale coiled-coil bemiddelen de belangrijkste integrine terwijl LG4 (en LG1-3) bemiddelen α-dystroglycan (αDG) receptorbinding. Laminine-receptorcomplexen worden getoond voor α1/2-lamininen. De LG-domeinen van lamininen leveren de belangrijkste liganden voor receptorinteracties. LG4 bindt aan gesulfateerde glycolipiden zoals sulfatiden en aan heparine-/heparan-sulfaten en α-dystroglycan (αDG). Secundaire αDG-bindingsplaatsen zijn ook aanwezig in LG3 (zowel Lmα1 als Lmα2). Integrines (α6β1, α7β1) binden aan een complex van LG1-3 dat de terminus van het colied-coil-domein nodig heeft. Het cytoplasmatische deel van integrines bindt aan adaptorproteïnen die op hun beurt binden aan F-actine.

B, lamininen 511 en 521 verschillen in hun langere α-korte keten die een paar RGD-integrinebindende sequenties bevat voor αv-integrines, een gedeeltelijk verschillend repertoire van integrines en een bindingsplaats voor de Lutherse antigeen/BCAM-receptor. Lm411 en Lm511 hebben afgeknotte α-korte ketens (waardoor polymerisatie wordt voorkomen) en binden niet aan αDG. Ze binden aan α6β1- en α7β1-integrines, zwak in het geval van laminine-411. Laminine-421 bindt ook aan CD146/MCAM, wat celmigratie beïnvloedt. Laminine-3A32 (Lm3A32) is een niet-polymeriserende, grotendeels hemidesmosome-geassocieerde epitheliale laminine met sterke integrine-interacties. Rijpingssplitsingen vinden plaats in de korte ketens van β3 en α3, zodat het een staafvormig uiterlijk krijgt. Laminine-3B11 is een α3-splicevariant met een polymeriserend LN-domein waarvan is gerapporteerd dat het tot expressie komt in de vasculatuur en andere plaatsen. Hoewel het onduidelijk is welke biologische rol het zou kunnen spelen, kunnen ze uniek zijn in hun integrine-integrinebindende repertoire bij afwezigheid van αDG-binding. γ3-lamininen (niet afgebeeld), vergelijkbaar in domeinorganisatie met γ1, missen een kritische C-terminus sequentie die vereist is voor integrinebinding.